# جبارس القبلية
قرية جبارس القبلية هي إحدى القرى التابعة لمركز إيتاي البارود في محافظة البحيرة في جمهورية مصر العربية. حسب إحصاءات سنة 2006، بلغ إجمالي السكان في جبارس القبلية 6647 نسمة، منهم 3505 رجل و3142 امرأة.

## التاريخ
قرية جبارس القبلية من القرى القديمة، حيث وردت باسم «جبارس» في أعمال حوف رمسيس ضمن قرى الروك الصلاحي التي أحصاها ابن مماتي في كتاب قوانين الدواوين، كما وردت باسم «جبارس» في أعمال البحيرة ضمن قرى الروك الناصري التي أحصاها ابن الجيعان في كتاب «التحفة السنية بأسماء البلاد المصرية». وفي العصر العثماني وردت باسم «جبارس» في التربيع العثماني الذي أجراه الوالي العثماني سليمان باشا الخادم في عصر السلطان العثماني سليمان القانوني ضمن قرى ولاية البحيرة، وفي تاريخ 1228هـ/1813م الذي عدّ قرى مصر بعد المسح الذي قام به محمد علي باشا باسم «جبارس» ضمن قرى مديرية البحيرة. في سنة 1345هـ/1926م، فُصل قسم من القرية باسم جبارس البحرية، فصارت البلدة القديمة تُعرف بـ «جبارس القبلية».